# Microsoft Academic
Microsoft Academic era un motore di ricerca web, pubblico e gratuito, sviluppato da Microsoft Research per le ricerche nell'ambito delle pubblicazioni e della letteratura accademica, chiuso nel 2022. Allo stesso tempo, è stato lanciato OpenAlex, che ha dichiarato di essere il successore di Microsoft Academic.

## Descrizione
Al 2020, il gestore dichiara che sono indicizzate più di 232 milioni di pubblicazioni, di cui 88 milioni sono riviste. Academic Knowledge è l'interfaccia API via web, che permette la ricerca avanzata mediante endpoint REST e l'estrazione di informazioni dal database sottostante. Alcune riviste di bibliometria hanno recensito Microsoft Academic, descrivendolo come un concorrente diretto di Google Scholar, Web of Science e Scopus sia per scopi di ricerca accademica che per il servizio di analisi delle citazioni.

## I motori di ricerca precedenti
Nel 2006, Microsoft lanciò uno strumento di ricerca chiamato Windows Live Academic Search per competere direttamente con Google Scholar. Dopo il primo anno di attività, fu ribattezzato Live Search Academic e interrotto nei dodici mesi successivi.
Nel 2009, il gruppo asiatico di Microsoft Research lanciò la versione beta del motore di ricerca Libra, che aveva come scopi: il data mining, l'entity linking e la rappresentazione grafica dei dati, nonché la predisposizione di algoritmi per l'indicizzazione di oggetti strutturati e navigabili, da fornire come risultati aggiuntivi rispetto ai tradizionali documenti statici e associati ad un singolo URL. Due anni più tardi, il servizio conteneva 27,2 milioni di record relativi a libri, atti di conferenze e riviste. Fu assorbito da Microsft Academic Search e divenne una redirect al sito di quest'ultimo.
Sebbene ampiamente funzionale, il servizio non era destinato a essere un sito Web di produzione e sarebbe stato dismesso appena furono raggiunti gli obbiettivi progettuali, secondo quanto previsto inizialmente da Microsoft. Il servizio cessò di essere operativo nel 2012 e gli autori dei titoli indicizzati non ebbero alcun preavviso, probabile segno del fatto che il servizio era ignorato dalla comunità accademica e dai bibliotecari.
Nel luglio 2014, Microsoft Research comunicò che Microsoft Academic si stava evolvendo da un progetto di ricerca a un sito e servizio web di produzione e che sarebbe stato integrato con Bing e Cortana, rispettivamente il motore di ricerca più diffuso di Microsoft e il suo servizio di assistente personale intelligente. Il direttore di Microsoft Research, Kuansan Wang, dichiarò che  «facendo crescere Microsoft Academic Search da un impegnativo progetto di ricerca ad [un ambiente di] produzione... il nostro obiettivo è rendere Bing, potenziato da Cortana, il miglior assistente di ricerca personale per i nostri utenti».